# Phyllalia
Phyllalia é um gênero de mariposa pertencente à família Bombycidae.